# Caterina Vitale
Caterina Vitale, född 1566, död 1619, var en maltesisk apotekare. Hon ärvde år 1590 ämbetet som Malteserordens officiella apotekare på Malta efter sin make Ettore Vitale, och var den första av sitt kön i detta ämbete. Hon räknas också som Maltas första apotekare och kemist av sitt kön. 